# Stéphane Hessel
Stéphane Frédéric Hessel (n. 20 octombrie 1917, Berlin - d. 27 februarie 2013, Paris), a fost un diplomat, militant politic și scriitor francez, de origine germană și evreiască, erou al Rezistenței franceze din Al Doilea Război Mondial, deportat apoi în Lagărul de concentrare Buchenwald.

## Biografie
Stéphane Hessel s-a născut la Berlin în timpul Primului Război Mondial, la 20 octombrie 1917. Părinții săi erau Helen Grund, o jurnalistă de modă, venind dintr-o familie prusiană luterană, și Franz Hessel, eseist și traducător german, descinzând dintr-o familie de evrei polonezi trecuti la luteranism. 
În 1944 este închis în lagărul de la Buchenwald.
În 1948, ca diplomat la ONU.
În 1977 este numit ambasador al Franței la instituțiile ONU de la Geneva
În 2004 semnează apelul colectiv al celor mai vechi luptători din Rezistență cu prilejul celei de-a șaizecea aniversări a Programului Consiliului național al Rezistenței din 15 martie 1944.
După anul 2006 și-a antrenat o mare parte din prestigiu în blamarea Israelului și susținerea cauzei palestiniene.
Pe 20 octombrie 2010 publică la Editura Indigène, în Franța, cartea Indignați-vă!.

## Indignați-vă!
Rugat de doi jurnaliști să scrie un text prin care să actualizeze principiile, valorile și idealurile Rezistenței, Stéphane Hessel a redactat un text de câteva zeci de pagini, în care arată cât de mult s-au îndepărtat oamenii de la idealurile Rezistenței, motiv pentru care îi cheamă la apel, îndemnându-i să aibă atitudine. 
Citând din Jean Paul Sartre și Walter Benjamin si inspirat fiind de propria experiență de luptă, Hessel vorbeste despre necesitatea „revoltei pașnice și non-violente” împotriva puterii capitalismului financiar, pentru a elimina inegalitatea dintre bogați și săraci, pentru o libertate adevarată a presei, restaurarea sistemului de securitate socială, incetarea persecuției imigranților ilegali, protecția mediului înconjurător:
„A crea înseamnă a rezista, și a rezista inseamnă a crea”
Recunoscut pentru antipatia sa față de Israel și ca luptător împotriva abuzurilor Stéphane Hessel condamnă ]n mod deosebit intervențiile Israelului în Gaza.
Publicată pe 20 octombrie 2010, la Editura Indigène, chiar în ziua în care a autorul a împlinit 93 de ani, cartea Indignez-vous! a devenit rapid best-seller, cunoscând un succes răsunător în Franța și peste hotare: în primele trei luni s-au vândut în Franța peste 300 000 de exemplare, apoi 950 000 de exemplare în 10 săptămâni, fiind tradusă în mai multe limbi străine.
În anul 2012 în urma noii confruntări între regimul Hamas din Fâșia Gaza și Israel, Hessel a semnat un apel public care a sprijinit organizația pro-palestiniană BDS care cheamă la boicotarea instituțiilor, inclusiv academice și a produselor „ocupanților israelieni”.

## Distincții și recompense
- 1999  - Ordinul Național pentru Merit al Franței în rang de Mare Cruce.
- 2004 -  Premiul Nord-Sud al Consiliului Europei.
- 2006  - este ridicat la gradul de mare ofițer al Ordinului Național al Legiunii de Onoare a Franței
- 2008, cartea sa de dezbatri  Citoyen sans frontières obține premiul Jean-Zay.
- 10 decembrie 2008, la ce-a de a 60-a aniversare a Declarației Universale a Drepturilor Omului, Hessel primește Premiul UNESCO/Bilbao pentru promovarea unei culturi a drepturilor omului.
- 31 ianuarie 2010, Stéphane Hessel este ales  președintele de onoare al celui de-al 21-lea concurs de pledoarie la Memorialul de la Caen
- 2013 - Medalia de Aur a Păcii și Justiției din partea Universității din Sidney

### Viața privată
După o primă dragoste cu Jeanne Nys, cumnata lui Aldous Huxley, cu 17 ani mai în vârstă, Hessel s-a căsătorit, după un voiaj comun în Grecia in vara anului 1939, cu Vitia Mirkine Guetzevich, evreica rusă, translatoare simultană de profesie, și fiica lui Boris Mirkine-Guetzevitch, renumit în Franta ca profesor de drept constituțional . Mama sa a fost contrariat[ de aceasta căsătorie, din care lui Hessel i s-au născut după război trei copii: Anne, Antoine și Michel.
După decesul soției iubite Vitia în 1986, Hessel s-a căsătorit în 1987 cu Christiane Chabry (1928-2024)

## Scrieri
- Le Tourbillon de la vie, la véritable histoire de Jules et Jim în colaborare cu Manfred Flügge și Ulrich Hessel, Paris, Albin Michel, 1994.
- Danse avec le siècle (autobiografie), Paris, Le Seuil, 1997.
- Dix pas dans le nouveau siècle, Paris, Le Seuil, 2002.
- Ô ma mémoire: la poésie, ma nécessité (88 de poeme comentate), Paris, Le Seuil, 2006 (reed. 2010).
- Citoyen sans frontières, discuții cu Jean-Michel Helvig, Paris, Fayard, 2008.
- Prefața semnată de Stéphane Hessel la cartea lui Robin Walter, KZ Dora, volumul I, Des ronds dans l'O71, 2010 ; evocă momentele de la Buchenwald și Dora.
- Indignez-vous!, Montpellier, Indigène éditions, colecția «Ceux qui marchent contre le vent», 2010.
- Engagez-vous!, discuții cu Gilles Vanderpooten, Éditions de l'Aube, colecția «Monde en cours», seria «Conversation pour l'avenir», 2011.
- Le chemin de l'espérance, în colaborare cu Edgar Morin, Paris, Fayard, 2011.